# Браян Калтак
Браян Калтак (англ. Brian Kaltack, нар. 30 вересня 1993, Еракор) — вануатський футболіст, захисник австралійського клубу «Сентрал-Кост Марінерс».
Виступав, зокрема, за клуб «Окленд Сіті» та «Сентрал-Кост Марінерс», а також національну збірну Вануату.

## Клубна кар'єра
У дорослому футболі дебютував 2010 року на батьківщині виступами за команду «Теума Екедемі», в якій провів один сезон, а у 2011 році виступав на команду третього новозеландського дивізіону «Вотерсайд Каорі».
У сезоні 2011/12 грав за клуб «Хекарі Юнайтед», з яким став чемпіоном Папуа Нової Гвінеї. Надалі Калтак грав за «Соломон Ворріорз» з Соломонових Островів, після чого повернувся у «Хекарі Юнайтед», вигравши з ним ще одне чемпіонство у 2014 році.
У сезоні 2014/15 Калтак грав на батьківщині за «Амікаль», ставши чемпіоном Вануату, а потім знову виступав за «Соломон Ворріорз», у складі якого теж став чемпіоном країни.
У 2016 та 2017 роках був гравцем вануатської команди «Еракор Голден Стар» і в першому сезоні виграв національний чемпіонат. У 2017 році перейшов у новозеландський «Тасман Юнайтед», у його складі провів 10 матчів та забив 1 гол у чемпіонаті Нової Зеландії. По ходу сезону Браяна було віддано в оренду до фіджійського клубу «Лаутока». У чемпіонаті Фіджі захисник зіграв лише 2 матчі, але також виступав за команду у Лізі чемпіонів ОФК, де дійшов до фіналу, в якому «Лаутока» поступилася із загальним рахунком 3:10 новозеландському клубу «Тім Веллінгтон». Калтак зіграв у обох фінальних матчах.
3 жовтня 2018 року Калтак підписав контракт із новозеландським грандом клубом «Окленд Сіті». Він забив свій перший гол за клуб 27 січня 2019 року, відзначившись зі штрафного в переможному матчі проти «Істерн Сабарбс» (3:2). У 2020 році Калтак став першим громадянином Вануату, який виграв чемпіонат Нової Зеландії як гравець. Загалом  за команду з Окленда Калтак провів чотири сезони своєї ігрової кар'єри.
У червні 2022 року Калтак підписав контракт з австралійським клубом «Београд» (Вудвіль), зігравши 5 матчів у другому дивізіоні країни, а перед початком сезону A-Ліги 27 вересня 2022 року перейшов до вищолігового клубу «Сентрал-Кост Марінерс».

## Виступи за збірну
2011 року у складі збірної Вануату до 20 років брав участь молодіжному чемпіонаті Океанії, на якому зіграв 4 матчі, забив 1 гол і посів із командою третє місце. Згодом з командою до 23 років посів третє місце у Передолімпійському турнірі ОФК 2012 року та друге місце у розіграші 2016 року.
24 січня 2011 року дебютував в офіційних матчах у складі національної збірної Вануату в товариському матчі зі збірною Нової Каледонії.
У складі збірної був учасником Кубка націй ОФК 2012 року на Соломонових Островах та Кубка націй ОФК 2016 року у Папуа Новій Гвінеї. На кожному з турнірів Калтак забив по голу. але в обох випадках вануатці не змогли вийти з групи.

## Титули і досягнення
- Чемпіон Папуа Нової Гвінеї (2):

«Хекарі Юнайтед»: 2011/12, 2014
- Чемпіон Вануату (2):

«Амікаль»: 2014/15
«Еракор Голден Стар»: 2016
- Чемпіон Соломонових Островів (1):

«Соломон Ворріорз»: 2015/16
- Чемпіон Фіджі (1):

«Лаутока»: 2018
- Чемпіон Нової Зеландії (1):

«Окленд Сіті»: 2019/20

## Особисте життя
Є племінником колишнього футболіста Івокі Калтака. Має трьох двоюрідних братів Джина (нар. 1994), Тоні (нар. 1996) та Калтфера (нар. 1997), які також є футболістами.